# بيضة (كرة قدم)

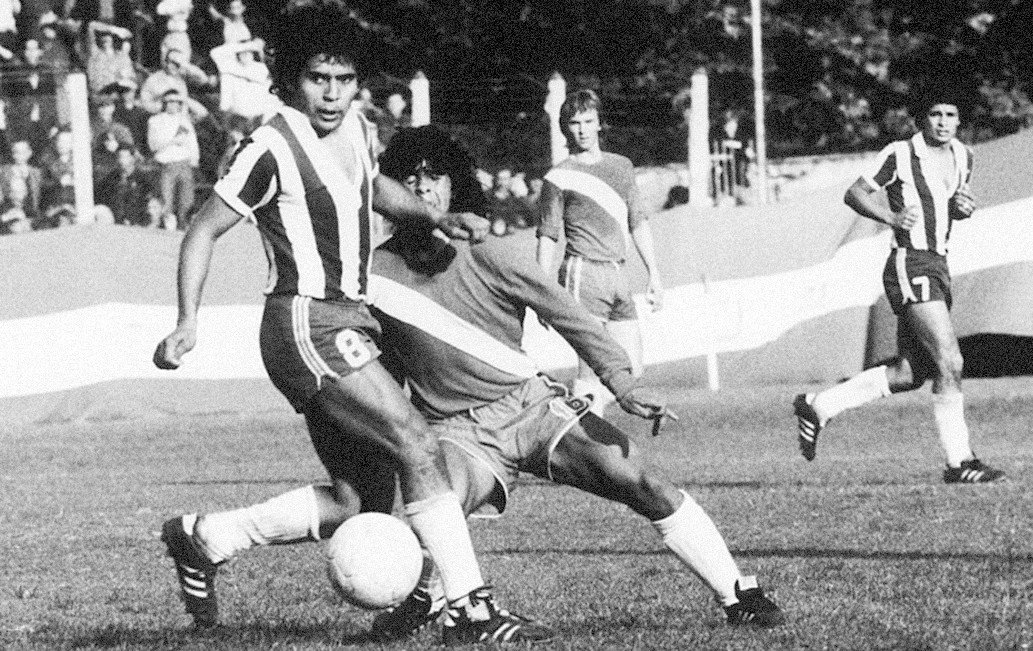
القنطرة الشهيرة لدييغو مارادونا (في الوسط) ضد منافسه خوان كابريرا (يسارا) في اليوم الذي شارك فيه لأول مرة في دوري الدرجة الأولى الأرجنتيني وهو يلعب مع نادي أرجنتينوس جونيورز، في 20 أكتوبر 1976.

المراوغة القصيرة أو الجسر الصغير (بالإنجليزية: Nutmeg)‏ (بالفرنسية: Petit pont)‏، وتعرف بأسماء محلية منها الكوبري (الجمع: كباري) في مصر والبيضة في سورية، هي حركة في كرة القدم يمرر فيها اللاعب الكرة بين رجلي لاعب الخصم كي يجتازه. وتعد هذه الحركة من المهارات التي يستخدمها اللاعبون لإذلال الخصوم.

## أنظر أيضًا
- مناورة
- خدعة
- مناورة أفعوانية
- رابونا
- التفاف كرويف
- ركضة الفقمة